# Heart of the Ages
Heart Of the Ages è il primo album in studio del gruppo musicale black metal In the Woods..., pubblicato nel 1995 dalla Misanthropy Records.

## Tracce
1. Yearning the Seeds of a New Dimension – 12:22
2. Heart of the Ages – 8:21
3. ...in the Woods (Prologue / Moments of... / Epilogue) – 7:39
4. Mourning the Death of Aase – 3:32
5. Wotan's Return – 14:50
6. Pigeon – 3:00
7. The Divinity of Wisdom – 9:06

## Formazione
- Ovl. Svithjod - voce
- Christian "X" Botteri - chitarra,
- Oddvar A:M  - chitarra
- Christopher "C:M." Botteri - basso